# Patrimoni digital
El patrimoni digital és el conjunt d'objectes, creats digitalment o procedents de la digitalització d'altres analògics, que tenen un valor perdurable per a una comunitat pel seu interès artístic, històric, cultural, etnogràfic, científic, tècnic, etc.

## Definició
La UNESCO defineix el patrimoni com la nostra herència del passat, els nostres béns actuals i allò que lleguem a les generacions futures.
Segons l'article 1 de la Carta per a la Preservació del Patrimoni Digital de la UNESCO :
| «                                                               | […] el patrimoni digital consisteix en recursos únics que són fruit del saber o l'expressió dels éssers humans. Comprèn recursos de caràcter cultural, educatiu, científic o administratiu i informació tècnica, jurídica, mèdica i d'altres classes, que es generen directament en format digital o es converteixen a aquest a partir del material analògic ja existent. Els productes d'origen digital no existeixen en cap altre format que l'electrònic... | » |
| — Carta per a la Preservació del Patrimoni Digital de la UNESCO | |   |

Continua exposant que 
| «                                                               | […] els objectes digitals poden ser textos, bases de dades, imatges fixes o en moviment, gravacions sonores, material gràfic, programes informàtics o pàgines web, entre altres molts formats possibles dins d'un ampli repertori de diversitat creixent. Sovint són efímers, i la seua conservació requereix un treball específic en aquest sentit en els processos de producció, manteniment i gestió. Molts d'aquests recursos revesteixen de valor i importància duradores i, constitueixen per allò mateix un patrimoni digne de protecció i conservació en benefici de les generacions actuals i futures. Aquest llegat en constant augment pot existir en qualsevol llengua, qualsevol lloc del món i qualsevol camp de l'expressió o el saber humans | » |
| — Carta per a la Preservació del Patrimoni Digital de la UNESCO | |   |

Així doncs, front a la pròpia vulnerabilitat o fragilitat dels recursos d'origen digital (amb valor patrimonial) la UNESCO manifesta la necessitat d'establir i acordar uns criteris generals i protocols d'actuació per preservar aquesta modalitat de patrimoni que augmenta constantment en relació directa al desenvolupament de les actuals societats de la informació. Amb la qual cosa, garantir la preservació i l'accessibilitat d'aquest patrimoni digital és important per a tots els països i comunitats del món.

## Preservació del Patrimoni Digital

### Carta sobre la Preservació del Patrimoni Digital de la UNESCO
La UNESCO, després de nombrosos debats i estudis, va aprovar una declaració, el 15 d'octubre de 2003, sobre la preservació del patrimoni digital, els principis de la qual van servir per promoure polítiques públiques i estratègies en aquesta matèria en nombrosos països.
La Carta sobre la Preservació del Patrimoni Digital de la UNESCO evidencia que aquest tipus de patrimoni és una qüestió universal que es planteja en qualsevol país, llengua o àmbit del coneixement i l'expressió humanes. Així doncs, la necessitat de salvaguardar-lo requereix un consens internacional sobre la seua recol·lecció, preservació i difusió.
Les directrius que exposa la Carta adapten i amplien les polítiques, els marcs i mecanismes jurídics i institucionals i els procediments actuals perquè el patrimoni digital no desaparega.

### Riscos, perills i amenaces per a la preservació
La UNESCO va manifestar a la seua Carta de 2003 que “a menys que es fes front als perills actuals, el patrimoni digital desapareixerà ràpida i ineluctablement”. Assenyala que, entre altres causes, l'obsolescència tecnològica, la fragilitat dels objectes digitals, juntament a la responsabilitat i els procediments per al seu manteniment i conservació, així com una mancança de legislació que els protegisca, són els principals riscos i amenaces a les quals estan exposats. La UNESCO va fer una crida urgent als governs perquè posaren en marxa polítiques de conservació del patrimoni digital. Actualment, almenys en els països considerats més desenvolupats, el patrimoni cultural, arquitectònic, històric, etc., està protegit per una legislació ex professo. Contràriament, i tal vegada per la “novetat” de la cultura electrònica, el patrimoni digital manca de normes i regulacions per conservar-lo. Així doncs, cal que aquest “buit legal” siga esmenat per polítiques públiques i estratègies adequades en aquesta direcció.
Major dificultat aporta el problema de l'obsolescència tecnològica, ja que els recursos digitals només existeixen en la mesura en què hi ha un sistema tecnològic que els descodifica. En altres paraules, el suport electrònic del patrimoni digital pot ser durador en el temps però les tecnologies per accedir-ne i processar-lo són efímeres. La contínua actualització dels recursos digitals i la conservació de les ferramentes i codis que possibiliten reconstruir-los o simular-los són alguns procediments per evitar el seu deteriorament, modificació o pèrdua, assegurar la seua preservació i garantir la seua accessibilitat.

### Gestió de la documentació del patrimoni digital
Els aspectes a considerar en la gestió del patrimoni digital dels museus, arxius i biblioteques:
- L'objectiu de donar un accés directe, ràpid i eficaç, mitjançant les webs, a la totalitat dels materials en tots els formats; de millorar els materials digitals, i de reunificar virtualment les col·leccions disperses.

- La planificació[2] del projecte digital: objectius i àmbit del projecte; els criteris de selecció per la digitalització; les característiques de la col·lecció a representar digitalment, i els usuaris finals de la col·lecció digitalitzada.

- Drets d'autor: control d'ús de les còpies, autoritzacions i permisos per realitzar les còpies.

- Formats: estàndards de qualitat, fer ús de formats fiables i recomanats que ocupin menys memòria.

- Components en la digitalització: escàners, càmeres digitals, suports no visuals i el programari i maquinari adequats.

Altres factors clau són:
- L'efectivitat en l'accés i recuperació de la informació. Les metadades aplicades a la descripció i classificació de contingut per l'accés a través de la web i les seves bases de dades. L'aplicació dels llenguatges XML (com el Dublin Core) per la gestió dels continguts dels projectes de representació virtual.

- La interoperabilitat en la transferència i transport de la informació entre estàndards de diferents entorns: l'estàndard RDF (Marc de descripció de recursos) o l'OAIS, per descriure els continguts web, codificar els seus continguts i facilitar una recuperació i difusió eficient per Internet.

En la difusió de les col·leccions dins l'espai web:
Determinar la seva funció (per què, qui, com…); la usabilitat i la utilitat; accessibilitat, fiabilitat i navegabilitat de la web; on s'allotja la web; com s'actualitzen els continguts; aplicacions per gestionar els continguts de la web, i control i avaluació del rendiment (programes d'estadístiques, etc.).

### Alguns projectes de preservació
A mitjan dècada dels noranta van sorgir les primeres iniciatives, principalment impulsades per les Biblioteques Nacionals d'alguns països, per identificar els recursos electrònics que s'estaven creant i publicant en la Web i establir els mecanismes més adequats per garantir la seua preservació. Suècia i Austràlia van ser els primers països a abordar la qüestió del patrimoni digital constituint-se com a models o referents per a altres posteriors projectes.

#### Internacionals

##### KULTURARW ³
Projecte de la Biblioteca Nacional de Suècia que des de l'any 1997 captura i emmagatzema totes les pàgines web i els recursos electrònics del domini suec .se. L'objectiu d'aquest projecte exigeix realitzar una exhaustiva captura de tota la producció digital de la Web sueca. El nom Kulturarv significa patrimoni cultural en suec al qual se li va substituir la lletra v final per una w per assenyalar que la WWW forma part del nostre patrimoni cultural a preservar.

##### PANDORA
L'arxiu web d'Austràlia PANDORA és un dels primers arxius de pàgines web. Iniciat en 1996 per la Biblioteca Nacional d'Austràlia, compta amb la col·laboració d'altres biblioteques australianes y organitzacions de l'àmbit cultural. En nom de PANDORA és un acrònim de la principal missió de l'arxiu: Preserving and Accessing Networked Documentary Resources of Australia. Contràriament a l'exhaustivitat del projecte suec, PANDORA va optar per una recopilació més selectiva del patrimoni digital australià. Aquest model garanteix una gran coherència en la col·lecció de recursos, ja que aquests són avaluats i seleccionats prèviament però, d'altra banda, proporciona una visió parcial de la Web australiana.

##### Internet Archive
Internet Archive, fundada en 1996 a San Francisco, és una organització sense ànim de lucre, de més de 500 membres, dedicada a la construcció d'una biblioteca digital de pàgines web d'Internet i altres recursos culturals digitals per evitar que aquests desapareguen en el passat. Col·labora amb altres institucions culturals per preservar un registre prou complet de recursos digitals (especialment pàgines web, recursos multimèdia, àudios, imatges, textos, programari…) per a les generacions venidores. És un servei d'accés públic i gratuït. Internet Archive és membre de la International Internet Preservation Consortium (IIPC)

##### Interpares 3
InterPares 3 és un projecte acadèmic d'investigació que impulsa que n'hi hagi un flux d'idees i d'informació a fi que les seves activitats es desenvolupin en un debat on els associats puguin col·laborar. El seu objectiu consisteix a intentar que les organitzacions responsables d'arxius digitals siguin capaces de preservar adequadament un registre del seu passat a llarga durada. Com a punt característic d'aquest projecte és que està constituït per equips humans amb el que el propòsit d'aquests queda enregistrat en el seu propi nom: TEAM (Theoretical Elaborations into Archival Management). Són grups regionals, nacionals o multinacionals i en conjunt formen el que es coneix com la 'Aliança Internacional'.
La seu administrativa per al Projecte InterPARES és la Universitat de la Columbia Britànica del Canadà (UBC); en particular, la seva Escola de Bibliotecología, Archivonomía

#### Estatals

##### PADICAT
PADICAT, acrònim de Patrimoni Digital de Catalunya, és un projecte de la Biblioteca de Catalunya, iniciat l'any 2005, sorgit com a resposta a la publicació de les “Directrius per a la Preservació del Patrimoni Digital” de la UNESCO. PADICAT és l'arxiu web de Catalunya i té com a finalitat la captura de pàgines web amb valor patrimonial per a la seua preservació i accés permanent. Recopila recursos digitals sota el domini.cat, recursos electrònics ubicats en servidors de Catalunya, altres recursos vinculats a la societat, llengua o cultura catalanes així com aquells recursos digitals en llengua catalana sota qualsevol domini (.org, .edu, .com...) Segueix el model exhaustiu de Suècia.

##### ONDARENET
L ‘Ondare Digitalaren Artxibategi Elektronikoa o ONDARENET és l'arxiu electrònic del patrimoni digital basc que selecciona, conserva, emmagatzema i difon la Web basca des de l'any 2007. Funciona com a model híbrid entre el referent suec i l'australià, ja que realitza exhaustivament instantànies de la web basca, de forma periòdica, a més de capturar selectivament una recopilació d'URLs prèviament considerades de valor patrimonial. L'arxiu, en el seu conjunt, compon una imatge representativa de la web basca amb recursos digitals albergats en el País Basc, recursos en euskera i altres que pertanyen a entitats relacionades amb Euskadi i vinculats a la llengua i cultura basques.

##### Archivo de la web española
La Biblioteca Nacional de España (BNE) va crear el 2009 l'arxiu del web espanyol per conservar i facilitar l'accés futur a tots els continguts espanyols publicats a la web, seguint la línia de dos projectes anteriors que s'ocupen de l'arxiu del patrimoni digital català i basc. Aquest arxiu captura pàgines i llocs web espanyols allotjats en el domini .es, així com en altres dominis i subdominis genèrics (.com, .edu, .gob, .org, .net, .biz, etc.). L'arxiu del web espanyol reuneix més de 85 TB d'informació. Per recopilar aquestes dades, la BNE ha disposat de la col·laboració de la fundació Internet Archive. Des que el projecte va arrencar el 2009 fins a mitjans de 2012 s'han dut a terme sis recol·leccions massives del domini .es i dues recol·leccions selectives. La primera selectiva va tenir per objectiu cobrir de manera monogràfica les eleccions generals del 20 de novembre de 2011, i la segona es va ocupar de reunir recursos espanyols de l'àmbit de les humanitats. Aquest arxiu encara no és consultable (any 2014), en espera de la promulgació del Reial Decret que reguli el dipòsit legal electrònic.

## Recursos Externs
- BIBLIOTECA DE CATALUNYA
- BIBLIOTECA NACIONAL D'AUSTRÀLIA
- BIBLIOTECA NACIONAL DE SUÈCIA
- BIBLIOTECA NACIONAL D'ESPANYA
- INTERNATIONAL INTERNET PRESERVATION CONSORTIUM
- INTERNET ARCHIVE
- KULTURARW ³ Arxivat 2016-04-02 a Wayback Machine.
- ONDARENET
- PADICAT
- PANDORA
- UNESCO